# Drakonyks
Drakonyks – dinozaur z rodziny kamptozaurów. Osiągał około 7 metrów długości i około 3 metrów wysokości. Ważył około 2 ton.
Żył w późnej jurze około 152-145 milionów lat temu na terenie dzisiejszej Portugalii.
Odkryty przez Mateusa i Antunesa w Portugalii i opisany w 2001 roku.
Odkryto tropy tych dinozaurów – na ich podstawie wiemy, że żyły w stadach i chodziły zarówno na dwóch, jak i na czterech nogach. Drakonyks żywił się roślinami.